# اولنا کوستویچ
اولنا کوستویچ (اوکراینی: Олена Дмитрівна Костевич؛ زادهٔ ۱۴ آوریل ۱۹۸۵) ورزشکار ورزش تیراندازی اهل اوکراین است.
وی در مسابقات کشوری و بین‌المللی در مجموع برندهٔ ۷ مدال طلا، ۷ مدال نقره، ۱۰ مدال برنز شده‌است.